# Moi, moche et méchant 4
Série Moi, moche et méchant
Moi, moche et méchant 3
(2017)
Pour plus de détails, voir Fiche technique et Distribution.
Moi, moche et méchant 4 ou Détestable moi 4 au Québec (Despicable Me 4) est un film d'animation américain de Chris Renaud et Patrick Delage sorti en 2024. Quatrième opus de la franchise Moi, moche et méchant, il fait suite à Moi, moche et méchant 3.

## Synopsis
Gru, assiste à une réunion dans son lycée Pas Bon dans le cadre d’une mission de l’Agence de Vigilance de Lynx (AVL) qui consiste à capturer Maxime Le Mal, l’ancien rival de Gru qui garde une rancœur envers lui car il lui à volé son  interprétation de Karma Chameleon lorsqu'ils étaient plus jeunes. Lorsque Maxime a reçu son prix, il révèle que son intérêt pour les cafards l'a poussé à devenir une hybridation avec le cafard. Maxime est devenu plus fort, indestructible et avec des pâte aussi aiguisé que des lames, mais Gru le fait arrêter avec l'aide de l'AVL, Maxime réussit à se débattre et tente de tuer Gru mais il finit par se faire arrêter.
Quelque temps plus tard, Gru et Lucy donne naissance à un fils, Gru Jr. mais son enfant a du mal à l’apprécié. Silas Delamollefesse, directeur de l'AVL qui est sorti de sa retraite, débarque à l’improviste à la maison de Gru pour les informer de l’évasion de Maxime. Sachant que ce vilain est extrêmement dangereux, l'AVL décide de faire déménager la famille de Gru dans une maison d'une autre ville sous de nouvelles identités et des emplois éphémère : Gru est devenu un vendeur de panneau solaire alors que Lucy travaille comme coiffeuse mais en s’occupant de la coiffure d’une cliente, celle-ci incendie ses cheveux et le salon de coiffure.
Pendants ce temps, Maxime retrouve sa fiancée Valentina et dévoile son plan pour se venger de Gru, qui consiste à kidnapper le fils de Gru pour le transformer en cafard mutant grâce à sa dernière invention. Celui-ci se met en route pour trouver Gru.
La plupart des Minions sont envoyés au quartier général de l'AVL car Silas veut leurs injecter des super-pouvoirs à cinq minions pour qu’ils puissent aider dans l’arrestation de Maxime. Les cinq minions choisit deviennent les Megaminions: Dave possède une super force, Mel a un œil laser, Gus peut voler, Tim est devenu extensible et Jerry a un corps rocheux avec un appétit féroce.
Dans leur nouvelle banlieue résidentielle aisée, Gru et sa famille rencontrent leurs nouveaux voisins, les Prescott, et leur fille Poppy qui est une apprentie méchante dévouée. Elle reconnaît Gru et menace de faire sauter sa couverture sauf s'il l'aide à voler la mascotte du lycée Pas Bon, un ratel nommé Lenny, dans le but de se faire inscrite. Gru, Poppy, les minions et Gru Jr. réussissent à s’introduire dans l’école et à déjouer les pièges pour enfin voler la mascotte toute en réussissent à échapper à la directrice Übelschlecht.
Silas décide de mettre en situation les Megaminions en les envoyant en ville pour qu’ils puissent accomplir des actes héroïques. Malheureusement, les Megaminions créent plus de dégâts en essayant de les résoudre. Silas les récupère devant une foule en colère et décide de les mettre à la retraite pour leurs échecs. 
Übelschlecht repère Gru grâce aux images d'une caméra de surveillance et contacte son élève préféré: Maxime, pour l'informer de l'endroit où se trouve Gru à l'aide d'un traceur placé dans le collier de Lenny.
Le lendemain, alors que Gru et Lucy sont à l'entraînement de tennis avec les Prescotts, la principale Übelschlecht se présente devant les filles et réclame la présence de Gru. Gru et Lucy rentrent chez eux après avoir été prévenu par Margo et combattent Übelschlecht. Lucy contacte également l'AVL qui à leur tour appelle les Megaminions à sortir de leur retraite pour qu’ils puissent venir en aide. Dans le chaos, cependant, Gru Jr. quitte la maison et est repéré par Maxime qui l'enlève.
Gru retrouve Maxime dans un bâtiment où ce dernier lui révèle qu'il a transformé Gru Jr. en hybride cafard. Maxime s’apprête à faire tomber Gru mais Gru Jr., qui commence à avoir des remords pour son père, se libére du contrôle de Maxime et le fait tomber à la place. Maxime s’écrase au sol puis se fait écraser par les Megaminions et d'autres animaux et insectes.
Gru et sa famille retournent chez eux, où le Dr Nefario annule la transformation de Gru Jr. Gru rend plus tard visite à Maxime dans une prison de l’AVL pour régler leurs différends. Le duo se dispute l’interprétation de Everybody Wants to Rule the World de Tears for Fears devant les détenus comme Vector, Perkins, El Macho, Balthazar Bratt, le couple Overkill et les cinq des Vicious 6. Du côté de Poppy, elle a réussi à se faire inscrire au lycée Pas Bon.

## Fiche technique
- Titre original : Despicable Me 4
- Titre français : Moi, moche et méchant 4
- Titre québécois : Détestable moi 4
- Réalisation : Chris Renaud et Patrick Delage
- Scénario : Ken Daurio et Mike White
- Animation : Illumination Studios Paris[1]
- Musique : Heitor Pereira
  - Chansons : Despicable Me et Double Life de Pharrell Williams
- Montage : Tiffany Hillkurtz
- Production : Chris Meledandri et Brett Hoffman
- Société de production : Illumination et Universal Pictures
- Société de distribution : Universal Pictures
- Budget : 100 millions $[2]
- Pays de production :  États-Unis /  France
- Langue originale : anglais
- Format : couleur - 35 mm - 1,85:1 - son Dolby Digital / DTS / SDDS / Dolby Atmos / Auro 11.1 (en)
- Genre : animation
- Durée : 95 min. (1h35)
- Dates de sortie : 
  - États-Unis, Canada : 3 juillet 2024
  - Belgique : 3 juillet 2024
  - France : 10 juillet 2024
  - Suisse romande : 16 octobre 2024

 Sauf indication contraire, les informations mentionnées dans cette section peuvent être confirmées par la base de données cinématographiques IMDb,  présente dans la section « Liens externes ».

## Distribution

### Voix originales
- Steve Carell : Felonious Gru
- Kristen Wiig : Lucy Wilde
- Will Ferrell : Maxime Le Mal
- Sofía Vergara : Valentina
- Joey King : Poppy Prescott
- Stephen Colbert : Perry Prescott
- Chloe Fineman : Patsy Prescott
- Miranda Cosgrove : Margo
- Steve Coogan : Silas Ramsbottom (Silas Delamollefesse en VF)
- Pierre Coffin : les Minions
- Dana Gaier (en) : Edith
- Madison Polan : Agnès
- Chris Renaud : Principal Übelschlecht (la proviseure Übelschlecht en VF)
- John DiMaggio : Karl
- Laraine Newman : Melora
- Romesh Ranganathan : Dr Nefario
- Kunal Nayyar : Lenny, le blaireau du miel
- Brad Abelson : les Sensei

### Voix françaises
- Gad Elmaleh : Gru
- Audrey Lamy : Lucy Wilde
- Alex Lutz : Maxime Le Mal
- Pierre Coffin : les Minions
- Sylvia Bergé : Valentina
- Pauline Brunner : Poppy Prescott
- Geoffroy Guerrier : Perry Prescott
- Clémentine Verdier : Patsy Prescott
- Sarah Brannens : Margo
- Daniel Kenigsberg : Silas Delamollefesse
- Chloé Besson : Édith
- Jonathan Cohen : Dr Néfario
- Ariel Rathelot-Bart : Agnès
- Frédérique Cantrel : la proviseure Übelschlecht
- Jérôme Pouly : Karl
- Marie Vincent : Melora

### Voix québécoises
- Gilbert Lachance : Gru
- Camille Cyr-Desmarais : Lucy Wilde
- Maël Davan-Soulas : Maxime Le Mal
- Pierre Coffin : les Minions
- Ludivine Reding : Poppy Prescott
- Patrice Dubois : Perry Prescott
- Benoît Gouin : Silas de la Mollefesse
- Catherine Brunet : Margo
- Rose Langlois : Édith
- Jacques Lavallée : Dr Néfario
- Élia St-Pierre : Agnès
- Benoît Brière : la proviseure Übelschlecht

## Production
Le développement de Moi, moche et méchant 4 commence en septembre 2017. Le film a été officiellement confirmé en février 2022, avec le réalisateur vétéran de Moi, moche et méchant Chris Renaud, assisté de Patrick Delage comme co-réalisateur et Mike White comme scénariste.
La production débute en juin 2022 avec les enregistrements de Steve Carell. En janvier 2024, il est annoncé que Will Ferrell, Joey King, Sofia Vergara, Stephen Colbert, Chloe Fineman et Madison Polan (en remplacement de Nev Scharrel) rejoindraient le casting vocal. Il est également annoncé que Brett Hoffman, producteur exécutif de Super Mario Bros., le film, et Ken Daurio, scénariste des précédents films de la série Moi, moche et méchant, se joignent au projet.

## Accueil

### Accueil critique
Sur l'agrégateur américain Rotten Tomatoes, le film récolte 56 % d'opinions favorables pour 158 critiques. Sur Metacritic, il obtient une note moyenne de 52⁄100 pour 36 critiques.
En France, le site Allociné propose une note moyenne de 3,2⁄5 à partir de l'interprétation de critiques provenant de 175 titres de presse.

### Box-office
| Pays ou région    | Box-office        | Date d'arrêt du box-office | Nombre de semaines |
| ----------------- | ----------------- | -------------------------- | ------------------ |
| États-Unis Canada | 361 004 205 $     | En cours                   | 14                 |
| France            | 4 510 196 entrées | En cours                   | 16                 |
| Mondial           | 969 264 325 $     | En cours                   | 16                 |